# Ridgetop
Ridgetop – miasto w Stanach Zjednoczonych, w stanie Tennessee, w hrabstwie Robertson.